# Jachromskaja (stanice metra v Moskvě)
Jachromskaja (rusky Яхромская) je stanice moskevského metra na Ljublinsko-Dmitrovské lince. Byla zprovozněna v rámci úseku Seligerskaja - Fiztěch dne 7. září 2023. Je pojmenována podle nedaleké ulice nazvané podle města Jachroma.

## Charakter stanice
Stanice Jachromskaja se nachází na hranici čtvrtí Vostočnoje Děgunino (Восточное Дегунино) a Dmitrovského rajonu (Дмитровский район) pod Dmitrovským šosse (Дмитровское шоссе) severně od jeho křížení s ulicí 800-letija Moskvy (Улица 800-летия Москвы), podle které měla původně získat svůj název. Stanice disponuje dvěma podzemními vestibuly, z kterých je možné vyjít na obě strany Dmitrovského šosse a na ulici 800-letija Moskvy. 
Vestibuly jsou s nástupištěm propojeny prostřednictvím eskalátorů. Stanice laděna do červené a světle šedé barvy - jedna polovina je červená a druhá světle šedá. Jedna stěna stanice (světle šedá) je pokryta dekorativní vyplní o rozměrech 160 x 5 metrů, která odkazuje na oslavy 800 let Moskvy v roce 1947 sestávající z celkem 22 hliníkových panelů s počítačovou grafikou. Každý z těchto panelů se věnuje určité epizodě z historie Moskvy. Strop vestibulů je pak pokryt bílými čtverci, do kterých jsou zakomponovány světle šedé a červené trojúhelníky. 